# Mac Curtis
Mac Curtis (Fort Worth (Texas), 16 januari 1939 – Weatherford (Texas), 6 september 2013) was een Amerikaanse country- en rockabillyzanger, wiens carrière begon in het begin van de jaren 1950 en duurde tot kort voor zijn dood.

## Biografie
Mac Curtis groeide op bij zijn grootouders. Ze hadden een boerderij in Olney (Texas), waar hij al vroeg meehielp. Hij kocht zijn eerste gitaar op 12-jarige leeftijd en leerde spelen bij een buurman. Kort daarna nam hij deel aan een talentenjacht waarin hij als tweede eindigde en naar eigen zeggen $15 verdiende.
In 1954 verhuisden Curtis en zijn grootouders naar Weatherford, Texas. Daar speelde hij in zijn vrije tijd met zijn schoolvrienden Jim en Ken Galbraith. Samen noemden ze zichzelf The Country Cats. In hun repertoire namen ze voornamelijk liedjes van Eddy Arnold op. Op zaterdagavond luisterden ze regelmatig naar de Big D Jamboree, uitgezonden vanuit het nabijgelegen Dallas. Gedurende deze tijd werd Curtis beïnvloed door de rhythm-and-blues. Hij luisterde vaak naar platen van de zwarte artiest Piano Red en na een concert op school begon het trio voor geld in het openbaar op te treden. Vanaf 1954 was Elvis Presley een regelmatige gast van de Big D Jamboree. Presley overtuigde Curtis en zijn twee vrienden snel van zijn nieuwe rockabilly-geluid en kort daarna voegde zich een drummer bij Curtis' band. Na een concert in Fort Worth in 1955 werden Curtis en zijn band bemiddeld door de zwarte DJ Big Jim Randolph bij King Records, waar Curtis tekende. Zijn eerste sessie vond plaats op 1 april 1956 in de studio van Jim Beck met The Country Cats. In hetzelfde jaar kwam zijn eerste single If I Had Me A Woman uit. Curtis' latere publicatie Granddaddy's Rockin'  en You Ain't Treatin' Me Right gaven hem de kans om samen met bekende rockabilly-artiesten te verschijnen in de New York Christmas Rock'n'Roll Revue.
Ondertussen hadden de gebroeders Galbraith de band verlaten, omdat ze niet in het contract waren opgenomen. Ze werden vervangen door Bill Hudson (gitaar) en Kenny Cobb (bas). Nadat Curtis in 1957 afstudeerde, kreeg hij zijn eigen radioshow bij het radiostation KZEE. Maar toen werd Curtis opgeroepen voor het leger en de oproep onderbrak zijn carrière. Curtis werd tijdens zijn militaire dienst voornamelijk ingezet in Seoul, Korea. Hij verscheen ook als muzikant op het American Forces Network.
Na zijn ontslag in 1960 vond hij een heel andere muziekmarkt, de hoogtijdagen van rockabilly waren lang voorbij. In de daaropvolgende jaren zou hij echter nationaal succes hebben als presentator van landelijke radiostations. Na enkele singles bij kleine labels had hij eind jaren 1960 een platencontract bij Epic Records en speelde hij met countrysterren als Lynn Anderson, George Morgan en Bob Luman. Zijn muziekstijl was nu teruggekeerd naar country. In 1968 kwam zijn album The Sunshine Man op #35 in de country album charts.
De rockabilly-revival van de jaren 1970 zorgde ervoor dat Curtis ook succes had met rockabilly. In 1971 was Curtis naar Los Angeles verhuisd, waar hij Ronnie Weiser ontmoette. Samen met Ray Campi tekende hij bij Weisers Rollin' Rock label, dat gespecialiseerd was in rockabilly. In 1977 ging Curtis op tournee door het Verenigd Koninkrijk. Verdere optredens in Europa volgden en Curtis werd een idool van de Europese rockabilly-fanbase. In de jaren 1980 en 1990 reisde Curtis regelmatig naar Engeland, om daar op te treden. In 1988 bracht hij samen met The Rimshots het album Rockabilly Ready uit in Japan.
Mac Curtis werd opgenomen in de Rockabilly Hall of Fame vanwege zijn verdiensten voor rockabilly-muziek.

## Overlijden
Mac Curtis overleed in september 2013 op 74-jarige leeftijd.

## Discografie

### Singles
| 1956                     | If I Had Me A Woman / Just So You Call Me | King 45-4927            |           |
| 1956                     | Granddaddy's Rockin' / Half Hearted Love | King 45-4949            |           |
| 1956                     | You Ain't Treatin' Me Right / The Low Road | King 45-4965            |           |
| 1956                     | That Ain't Nothin' But Right / Don’t You Love Me | King 45-4995            |           |
| 1957                     | Say So / I'll Be Gentle | King 45-5059            |           |
| 1958                     | What You Want / You Are My Very Special Baby | King 45-5107            |           |
| 1958                     | Little Miss Linda / Missy Ann | King 45-5121            |           |
| 1960                     | Come Back Baby / No Never Alone | Felsted 45-8592-V       |           |
| 1962                     | You're The One / Dance Her By Me (One More Time) | Dot 45-16315            |           |
| 1962                     | Singing The Blues / Ballad Of Black Mountain | Shalimar S-982          |           |
| 1962                     | Doodle Doodle Do / Don't Take My Freedom | Brownfield BF 27        |           |
| 1963                     | Lie and Get By / 12th of June | Limelight 3010          |           |
| 1964                     | Come On Back / 100 Pounds Of Honey | Shalimar S-103          |           |
| 1964                     | Down The Pike / 100 Pounds Of Honey | Maridene M-111          |           |
| 1965                     | I Just Ain't Got / Lie And Get By | Le Cam 965              |           |
| 1967                     | Steppin' Out on You / The Ties That Bind | Tower 319               |           |
| 1968                     | Too Good To Be True / Too Close To Home | Epic 5-10257            |           |
| 1969                     | Love's Been Good To Me / The Quiet Kind | Epic 5-10324            | - / 64    |
| 1969                     | Sunshine Man / It's My Way | Epic 5-10385            | 54 / -    |
| 1969                     | The Friendly City / Almost Persuaded | Epic 10438              |           |
| 1969                     | Little Old Wine Drinker / Hapines Lives In This House | Epic 5-10468            |           |
| 1969                     | Don't Make Love / Us | Epic 10530              |           |
| 1970                     | Honey Don't / Today's Teardrops | Epic 5-10574            | 63 / -    |
| 1970                     | Early In The Morning / When The Hurt Moves In | GRT 26                  |           |
| 1971                     | Gulfstream Line / I'd Run a Mile | GRT 41                  |           |
| 1972                     | Ducktail / Sidetrack Mama | Rollin' Rock 45-007     |           |
| 1974                     | You Oughta See Grandma Rock / Granddaddy's Rockin' | Rollin Rock 45-016      |           |
| 1974                     | How Come It / Slip Slip Slippin' In | Rollin' Rock 45-018     |           |
| 1975                     | Johnny Carroll Rock / Rockin' Mother | Rollin' Rock 45-026     |           |
| 1975                     | Pistol Packin' Mama / She Knows All The Good Ways to Be Bad | Emee 002                |           |
| 1975                     | EP - Asphalt Cowboy, Parking Lot Lover - Pistol Packin' Mama (lange versie) - Pistol Packin' Mama (korte versie) - Pistol Packin' Mama                                          | Ranwood R 1017          |           |
| 1975                     | She Knows All The Good Ways to Be Bad / Keep Doin' What You're Doin' Now | Ranwood R 1033          |           |
| 1975                     | Nine Times out of Ten / More Like I Do Now | Ranwood R 1041          |           |
| 1976                     | West Texas Women / We Made It All The Way | Ranwood R 1050          |           |
| 1978                     | Keep Doin' What You're Doin' Now / Pistol Packin' Mama | Rollin' Rock 45-043     |           |
| 1980                     | Hot Rock Boogie / Half Hearted Love / The Hucklebuck | Hot Rock HR-001 (VK)    |           |
| 1981                     | Making It Right / Been Gone a Long Time | Rebel Mac 005 (Finland) |           |
| 1981                     | For Your Love / Turn Away From Me | Rebel Mac 006 (Finland) |           |
| 1981                     | I'm Gonna Be a Wheel Someday / Goosebumps | Hot Rock HR 010 (VK)    |           |
| niet gepubliceerde titel | |                         |           |
|                          | | What'll I Do            | Demo-Band |
|                          | - Blue Jean Heart - Evil Doll - Goosebumps - Half Hearted Love (alt. Version 5) - Half Hearted Love (alt. Version) - No - Say So (alt. Version) - Somebody Help Me - The Squirm |                         |           |

### Albums
- 1969: The Sunshine Man
- 1971: Early In The Morning
- 1973: Ruffabilly
- 1974: Rockabilly Kings (VK, met Charlie Feathers)
- 1975: Good Rockin' Tomorrow
- 1977: Golden Gospel Favourites
- 1978: Rock Me!
- 1979: Rockin' Mother
- 1981: Texas Rockabilly Legend
- 1981: Top Cat on Rockabilly Track
- 1981: Truckabilly
- 1995: The Rollin' Rock & Rebel Singles Collection
- 1997: Rockabilly Uprising - The Best of Mac Curtis
- 1998: Rockabilly Ready (JAP, met The Rimshots)